# Corybas neocaledonicus
Corybas neocaledonicus är en orkidéart som först beskrevs av Rudolf Schlechter, och fick sitt nu gällande namn av Rudolf Schlechter. Corybas neocaledonicus ingår i släktet Corybas, och familjen orkidéer. Inga underarter finns listade i Catalogue of Life.

## Bildgalleri

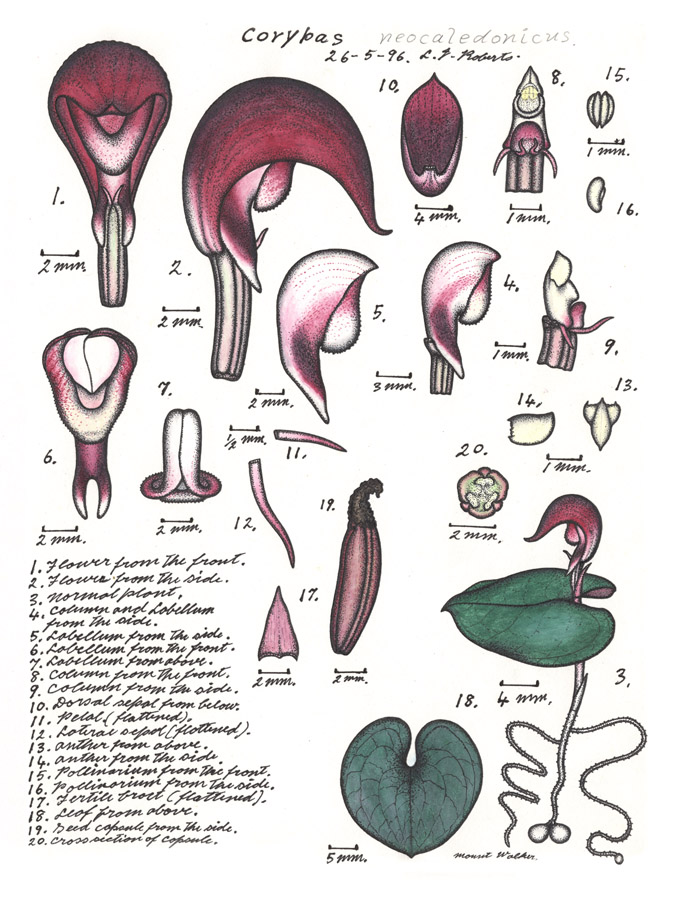